# Несамовите пожирання

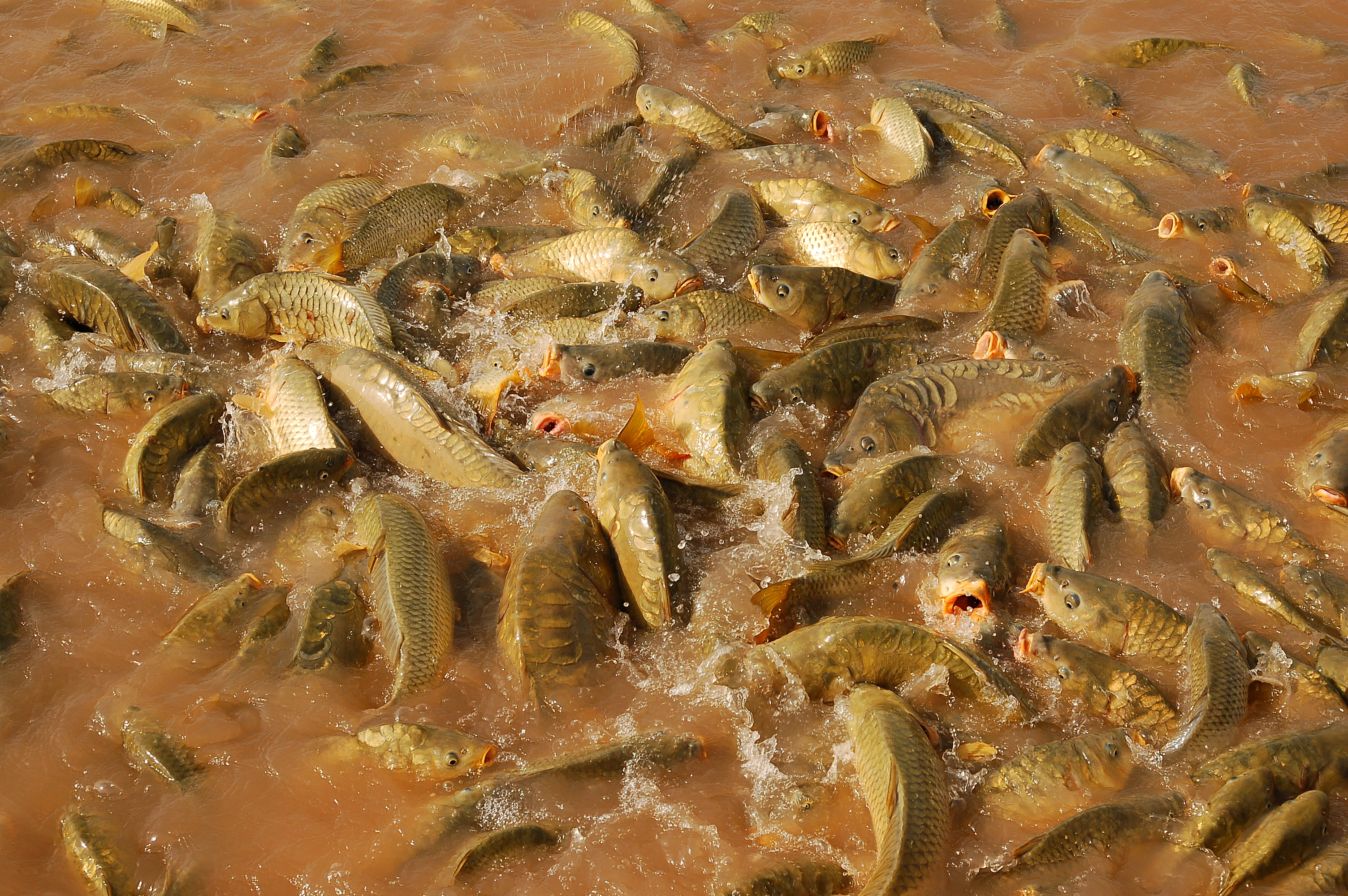
Короп звичайний (Cyprinus carpio), що змагається за їжу на ставку Королівського палацу Агдаль Марракеша в Марокко

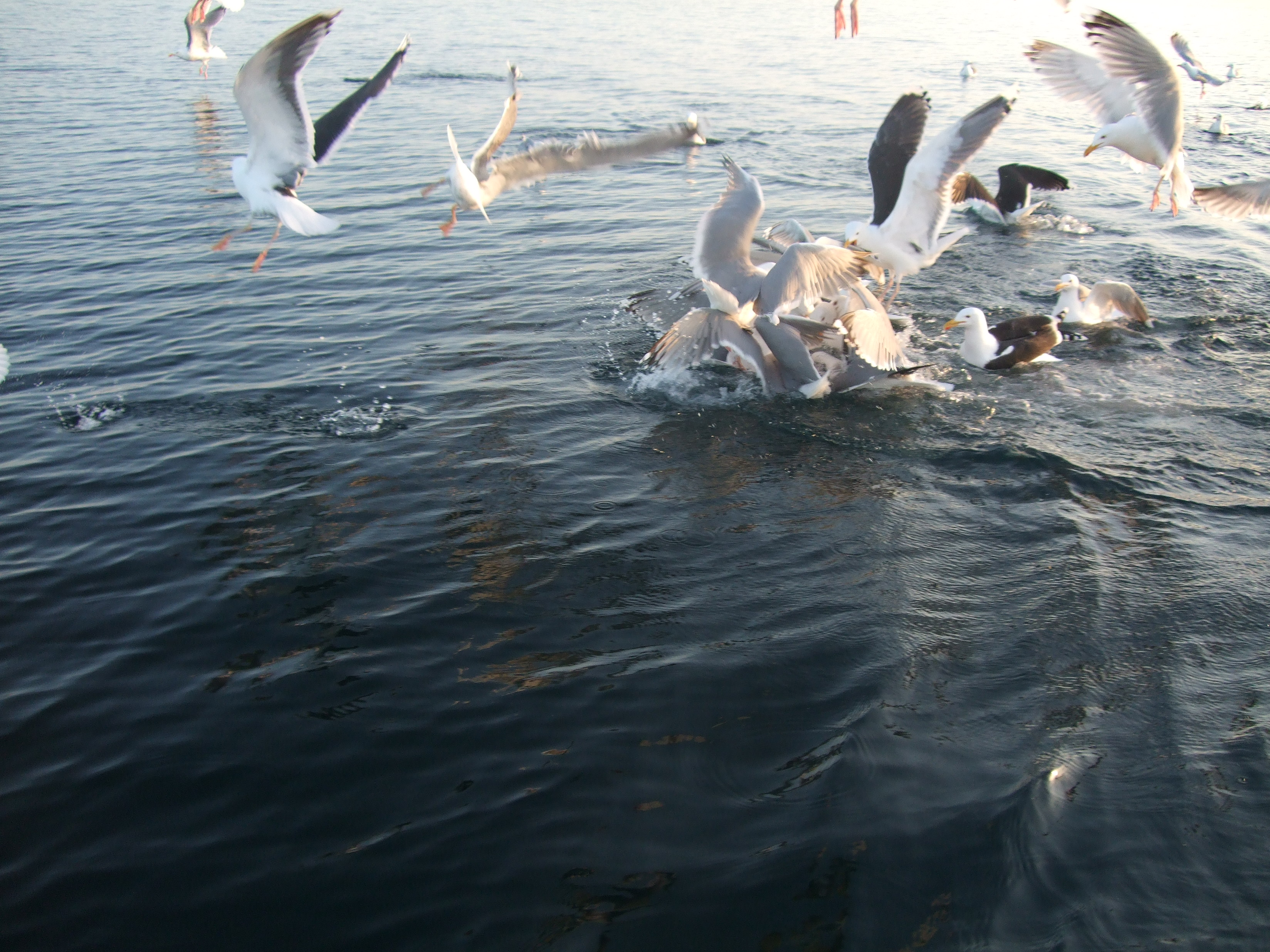
Мартини сріблясті та мартини морські у Вестфьорді, Норвегія, їдять залишки риби після того, як рибалки очистили свій улов

В екології несамовите пожирання або шалене годування (англ. feeding frenzy) виникає, коли кількість здобичі хижаків значно перевищує кількість самих хижаків. Наприклад, велика зграя риб може змусити акул, що знаходяться поблизу, таких як лимонна акула, до нетипової поведінки, небезпечної для самих акул. А саме, акули агресивнішають, кусаючи не лише здобич, а й усе, що рухається, включаючи одна одну або щось інше в межах досяжності, щоб вполювати якнайбільше здобичі. Іншим функціональним поясненням такої поведінки в харчуванні є внутрішньовидова конкуренція серед хижаків. Цей термін найчастіше використовується, коли йдеться про акул або піраній.
Термін «feeding frenzy» також використовувався в переносному значенні в журналістиці, де означає агресію між людьми в суперництві за певне благо.